# Breckenridge (Minnesota)
Pour les articles homonymes, voir Breckenridge.
La ville de Breckenridge est le siège du comté de Wilkin, dans l’État du Minnesota, aux États-Unis. Sa population s’élevait à 3 386 habitants lors du recensement de 2010, estimée à 3 199 habitants en 2018.
Les rivières Bois de Sioux et Otter Tail se rejoignent à Wahpeton et Breckenridge pour former la rivière Rouge du Nord

## Galerie

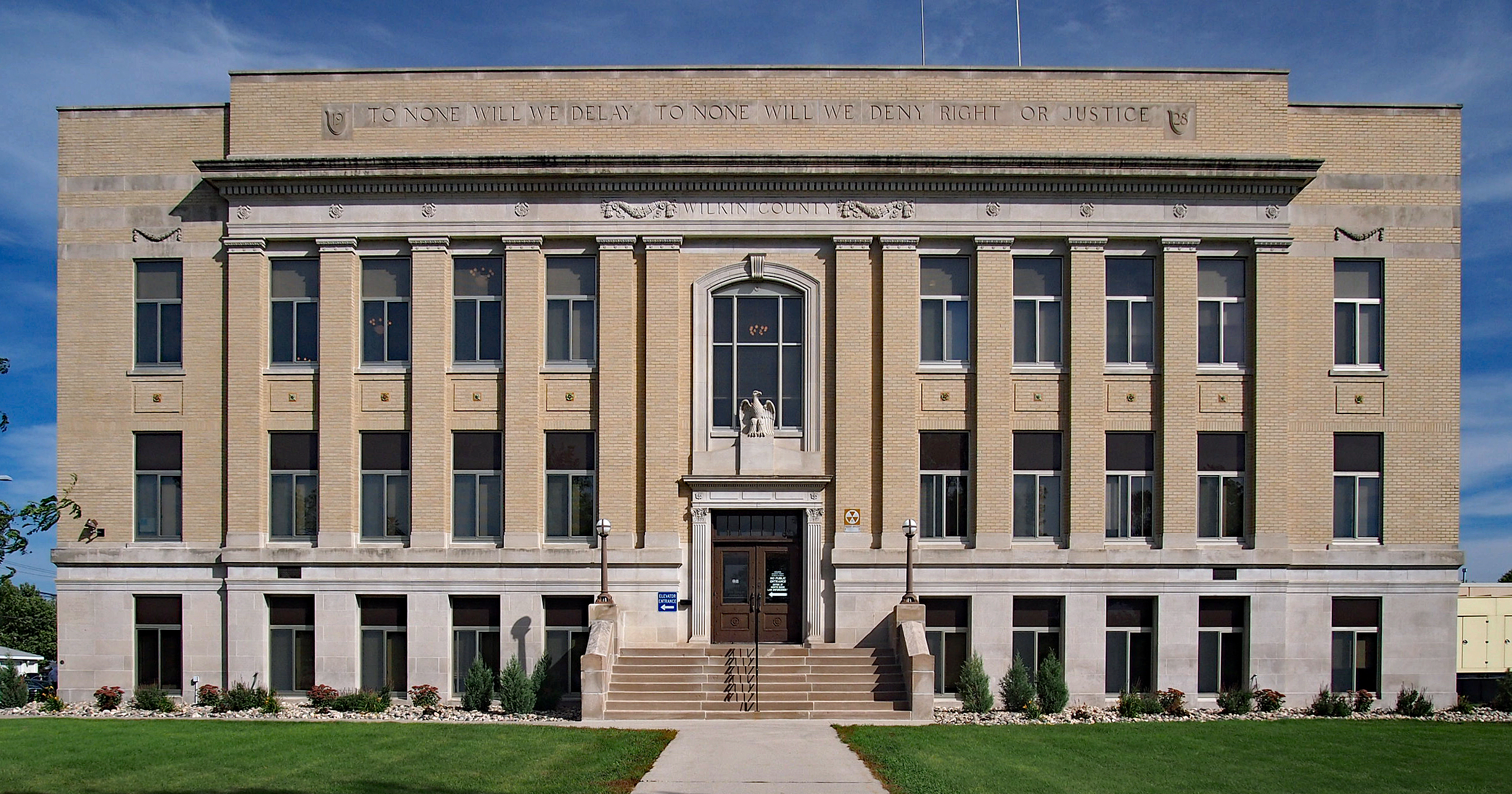
La cour de justice du comté
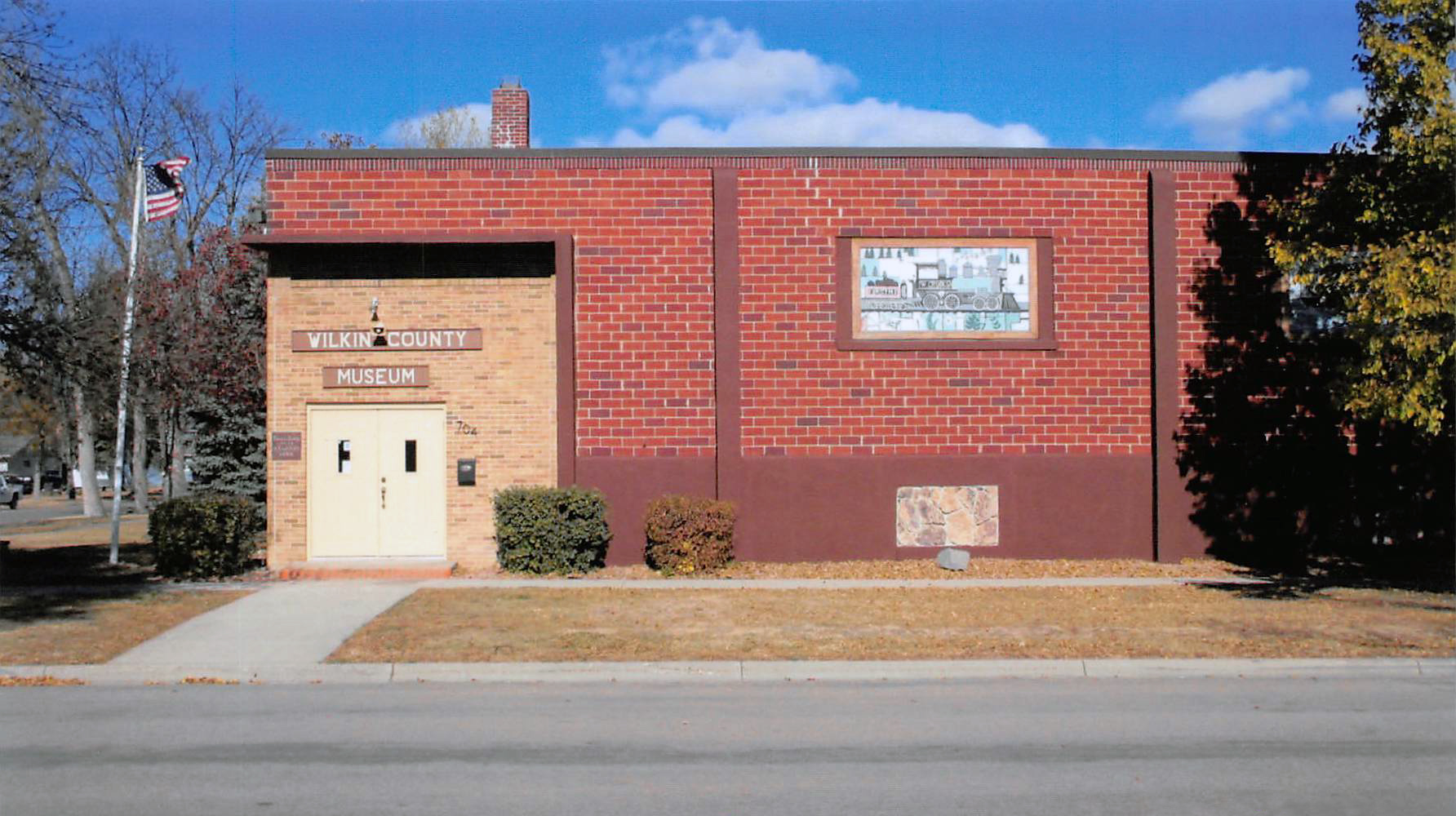
Le musée du comté